# Phản hồi

Lưu đồ cơ bản của hiệu ứng phản hồi.

Hiệu ứng phản hồi (chữ Anh: feedback), gọi tắt phản hồi, là khái niệm cơ bản của thuyết điều khiển, chỉ quá trình lấy cái ra của hệ thống trở về cái vào và thay đổi cái vào bằng phương thức nào đó, giữa chúng nó hình thành một chuỗi nguyên nhân - kết quả xoay vòng, tiến tới ảnh hưởng chức năng của hệ thống.
Căn cứ vào tính chất mà hiệu ứng phản hồi sinh sản ảnh hưởng đối với cái ra, có thể chia ra làm phản hồi dương và phản hồi âm. Cái trước làm tăng cường cái ra của hệ thống; cái sau làm suy kém cái ra của hệ thống.
Lấy hoạt động phản xạ của cơ thể người làm thí dụ: sau khi kích thích (cái vào) tác dụng vào khí quan cảm thụ, dây hưng phấn thần kinh noi theo dây thần kinh truyền nhập (afferent) chuyển đưa cho trung ương đại não, noi theo lại dây thần kinh truyền xuất (efferent) khống chế hoạt động của khí quan tác động (cái ra); tình hình hoạt động của khí quan tác động lại coi là thông tin kích thích (cái vào) tác dụng trở về vào khí quan cảm thụ, tiến tới ảnh hưởng hoạt động của khí quan tác động (cái ra) thông qua sự điều tiết của trung ương đại não. Lợi dụng hiệu ứng phản hồi, đem kết quả học tập đưa ra cung cấp kịp thời cho người học tập, cho phép gia tăng và thúc đẩy hiệu quả phản ứng.

## Khái niệm cơ bản
Trước hết xét một hệ có đầu ra là kết quả thao tác tương ứng với đầu vào. Khi đó, nếu đầu ra có tác động ảnh hưởng ngược lại đến đầu vào thì gọi là phản hồi. Tỉ số của đầu vào và đầu ra tại một thời điểm gọi là khuếch đại, đặc biệt trường hợp không tiến hành phản hồi gọi à tỉ lệ khuếch đại trần. Giá trị quay ngược lại bởi phản hồi gấp bao nhiêu lần so với giá trị đầu vào ban đầu gọi là độ lợi (gain).
Trường hợp đầu ra làm gia tăng đầu vào gọi là phản hồi dương, ngược lại trường hợp đầu ra gây trở hại cho đầu vào gọi là phản hồi âm. Trong lĩnh vực kĩ thuật gọi là qui hoàn dương và qui hoàn âm. Độ lợi của phản hồi dương là giá trị dương, của phản hồi âm là giá trị âm.
Trường hợp phản hồi dương, độ lợi của hệ phản hồi lớn hơn độ lợi trần. Đặc biệt nếu độ lợi của hệ lớn hơn 1 đầu ra sẽ tăng dần cho đến khi quan hệ bị phá hủy. Để tránh trường hợp này cần thiết phải tính toán để độ lợi của hệ không vượt quá 1 dựa theo độ lớn của đầu ra. Mặt khác, khi độ lợi của hệ lớn hơn 1, với một dao động đặc trưng, có thể duy trì được đầu ra khi đầu vào đã bị gián đoạn. Khi đó chỉ một sai khác trong giá trị ban đầu có thể dẫn đến sự biến đổi lớn của hệ theo thời gian, dẫn đến tính phức tạp và tính đa dạng trong nguyên động lực.

## Phản hồi trong kỹ thuật điện tử

Dạng đơn giản nhất của mạch khuếch đại phản hồi có thể biểu diễn bằng sơ đồ khối lý tưởng từ các phần tử đơn phương unilateral elements.

Phản hồi điện tử được sử dụng rộng rãi trong lĩnh vực điện tử và cơ điện tử, giúp cải thiện đặc tính các mạch khuếch đại, phát dao động và mạch tính toán, điều khiển.
Trong mạch có phản hồi nói chung, tín hiệu được khuếch đại ở mạch khuếch đại với độ khuếch đại thuần là {\displaystyle A}. Mạch phản hồi có hệ số {\displaystyle B} đưa tín hiệu về cộng với tín hiệu vào (input). Độ khuếch đại của hệ sẽ là:
{\displaystyle G_{c}=A/(1-AB)}

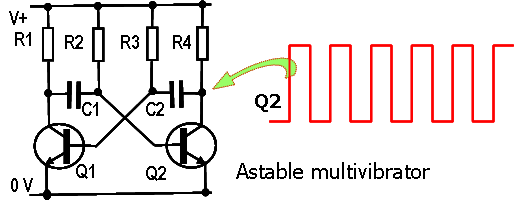
Mạch phát xung vuông liên tục.
Tụ điện C2 là mạch phản hồi dương.

Các Khuếch đại điện tử tuyến tính sử dụng phản hồi âm để cải thiện đặc trưng của mạch khuếch đại, chủ yếu là đặc trưng phổ (dải tần và độ lệch pha), từ đó sinh ra hàng loạt các lớp mạch khuếch đại đặc thù (xem Khuếch đại (định hướng)). Trong số đó có Mạch ổn áp một chiều tuyến tính (phân biệt với Mạch ổn áp một chiều switching).
Các Khuếch đại điện tử tuyến tính sử dụng phản hồi dương để tạo Mạch phát dao động, cho ra tín hiệu tuần hoàn có dạng sóng xác định.
Các mạch điện tử có hệ số phản hồi dương cao dẫn đến hệ thống chỉ có 2 trạng thái ngõ ra xác định là cao hoặc thấp, được dùng làm mạch kỹ thuật số cơ bản, từ đó xây dựng ra các chốt, flip-flop, thanh ghi,...